# Liste der Mitglieder des Provinziallandtags der Rheinprovinz (20. Sitzungsperiode)
Diese Liste nennt die Mitglieder des 20. Provinziallandtages der Rheinprovinz 1871.

## Hintergrund
Der Provinziallandtag der Rheinprovinz bestand aus 75 Mitglieder, die sich in vier Kurien aufteilten. Die erste Kurie bestand aus vier Standesherren, die über Virilstimmen verfügten. Die Standesherren konnten sich vertreten lassen. Die zweite Kurie bestand aus den Vertretern der Ritterschaft, diese wurden in zwei Wahlkreisen (Regierungsbezirke Koblenz/Trier/Köln und Regierungsbezirke Aachen/Düsseldorf) gewählt. Die dritte Kurie bildeten die Vertreter der Städte. Diese wurden in indirekter Wahl bestimmt. Die vierte Kurie bildeten die Landgemeinden. Diese wählten die Vertreter in doppelt indirekter Wahl: Die Urwähler wählten Wahlmänner, diese dann Bezirkswähler. Wahlkreise waren die Landkreise. Für die Abgeordneten wurden jeweils auch Stellvertreter gewählt.
Der Provinziallandtag der Rheinprovinz trat in seiner 20. Sitzungsperiode vom 20. Juni 1871 bis zum 14. Juli 1871 zusammen.

## Liste der Abgeordneten
Die Liste nennt die Abgeordneten, die am Landtag teilgenommen haben. 
| Kurie                                | Wahlkreis | Abgeordneter                                             | Anmerkung                                                                     |
| ------------------------------------ | --- | -------------------------------------------------------- | ----------------------------------------------------------------------------- |
| Stand der Fürsten, Grafen und Herren | | Fürst Alfred zu Salm-Reifferscheidt-Dyck                 | Dyk bei Neuss                                                                 |
| Stand der Fürsten, Grafen und Herren | | Fürst Ferdinand zu Solms-Braunfels                       | vertreten durch Graf Franz von Spee aus Düsseldorf                            |
| Ritterschaft                         | Koblenz/Trier/Köln | Freiherr Clemens August Waldbott von Bassenheim-Bornheim | Landtagsmarschall                                                             |
| Ritterschaft                         | Koblenz/Trier/Köln | Graf Heinrich von Boos-Waldeck                           | Burg Bornheim, als Stellvertreter                                             |
| Ritterschaft                         | Aachen/Düsseldorf | Freiherr Friedrich von Bourscheidt                       | Haus Rath                                                                     |
| Ritterschaft                         | Aachen/Düsseldorf | Freiherr Georg von Eerde                                 | Landrat, Geldern                                                              |
| Ritterschaft                         | Aachen/Düsseldorf | Freiherr Adolf von Eynatten                              | Kammerjunker und Rittmeister a. D., Düsseldorf, als Stellvertreter            |
| Ritterschaft                         | Aachen/Düsseldorf | Freiherr Emmerich Raitz von Frentz                       | Königlicher Kammerherr und Landrat aus Düsseldorf, Vize-Landtagsmarschall     |
| Ritterschaft                         | Koblenz/Trier/Köln | Graf Gisbert Egon von Fürstenberg-Stammheim              | Stammheim, als Stellvertreter                                                 |
| Ritterschaft                         | Koblenz/Trier/Köln | Freiherr Franz Adolph Josef von Fürstenberg              | Lörsfeld                                                                      |
| Ritterschaft                         | Aachen/Düsseldorf | Freiherr Friedrich Leopold von Fürstenberg               | Borbeck                                                                       |
| Ritterschaft                         | Aachen/Düsseldorf | Bruno von Heister                                        | Düsseldorf, als Stellvertreter                                                |
| Ritterschaft                         | Koblenz/Trier/Köln | Graf Franz Egon von Hoensbroech                          | Erbmarschall und königlich preußischer Kammerherr auf Schloss Haag            |
| Ritterschaft                         | Aachen/Düsseldorf | Graf Alfred von Hompesch                                 | Kammerherr, Schloss Rurich                                                    |
| Ritterschaft                         | Aachen/Düsseldorf | Franz Werner von Leykam                                  | Elsum, Kreis Heilsberg                                                        |
| Ritterschaft                         | Koblenz/Trier/Köln | Freiherr Clemens von Loë                                 | Wissen                                                                        |
| Ritterschaft                         | Koblenz/Trier/Köln | Freiherr Rudolf de Lasalle von Louisenthal               | Landrat, Schloss Dagstuhl                                                     |
| Ritterschaft                         | Aachen/Düsseldorf | Felix von der Mosel                                      | Regierungsrat, Aachen                                                         |
| Ritterschaft                         | Aachen/Düsseldorf | Freiherr Karl von Mylius                                 | Linzenich                                                                     |
| Ritterschaft                         | Koblenz/Trier/Köln | Graf Maximilian von Nesselrode-Ehreshoven                | Oberhofmeister, Ehreshoven                                                    |
| Ritterschaft                         | Koblenz/Trier/Köln | Freiherr Otto von Recum                                  | Kreuznach, als Stellvertreter                                                 |
| Ritterschaft                         | Aachen/Düsseldorf | Franz von dem Bottlenberg gen. von Schirp                | Schloss Baldeney                                                              |
| Ritterschaft                         | Koblenz/Trier/Köln | Clemens August Schroeder                                 | Landgerichtsrat, Aachen                                                       |
| Ritterschaft                         | Koblenz/Trier/Köln | Friedrich von Solemacher-Antweiler                       | Grünhaus                                                                      |
| Ritterschaft                         | Koblenz/Trier/Köln | Freiherr Edmund von Spies-Büllesheim                     | Kammerherr, Haus Hull                                                         |
| Ritterschaft                         | Aachen/Düsseldorf | Albert von Steffens                                      | Rittmeister a. D. aus Düsseldorf                                              |
| Ritterschaft                         | Aachen/Düsseldorf | Freiherr Ludolf von Wenge-Wulffen                        | Major a. D., Haus Overbach                                                    |
| Ritterschaft                         | Koblenz/Trier/Köln | Freiherr Max Felix von Wolff-Metternicht                 | Gracht                                                                        |
| Städte                               | Merzig, Prüm, Bitburg, Wittlich, Bernkastel, Saarburg, Neuerburg                                                                       | Edmund Joseph Aldringen                                  | Landrat, Wittlich                                                             |
| Städte                               | Köln | Alexander Bachem                                         | Oberbürgermeister, Köln                                                       |
| Städte                               | Monschau, Eupen, Malmédy, St. Vith | Peter Becker                                             | Oberbürgermeister, Eupen                                                      |
| Städte                               | Solingen, Remscheid, Dorp, Gräfrath, Wald, Höhscheid mit Merscheid, Burscheid mit Leichlingen, Opladen mit Neukirchen, Hitdorf         | Peter Daniel Berger                                      | Bürgermeister, Höhscheid                                                      |
| Städte                               | Krefeld | Moritz von Bruck                                         | Rentner, Krefeld                                                              |
| Städte                               | Duisburg, Mülheim an der Ruhr, Essen, Kettwig, Werden, Ruhrort, Dinslaken, Emmerich, Rees, Isselburg                                   | Theodor Boeninger                                        | Kaufmann, Duisburg                                                            |
| Städte                               | Koblenz | Nicolaus Bremig                                          | Advokat-Anwalt und Stadtverordneter, Koblenz                                  |
| Städte                               | Ehrenbreitstein, Vallendar, Bendorf, Neuwied, Linz, Wetzlar, Braunfels                                                                 | Johann Wilhelm Caesar                                    | Kaufmann, Neuwied                                                             |
| Städte                               | Aachen | Johann Contzen                                           | Oberbürgermeister, Aachen                                                     |
| Städte                               | Deutz, Mülheim am Rhein, Gladbach, Gummersbach, Wipperfürth, Siegburg, Königswinter, Neustadt                                          | Dr. Michael Hubert Engels                                | Arzt, Mühlheim am Rhein                                                       |
| Städte                               | Zell, Trarbach, Cochem, Mayen, Andernach, Ahrweiler, Sinzig, Remagen, Simmern, Kirchberg                                               | Rudolph Esser                                            | Lederfabrikant und Stadtverordneter, St. Thomas, als Stellvertreter           |
| Städte                               | Barmen | Wilhelm von Eynern                                       | Kaufmann, Barmen                                                              |
| Städte                               | Jülich, Eschweiler, Heinsberg, Erkelenz, Geilenkirchen mit Hünshoven, Linnich                                                          | Johann Gymnich                                           | Landgerichtsassessor a. D., Premier-Leutnant und Bürgermeister von Eschweiler |
| Städte                               | Lennep, Ronsdorf, Lüdringhausen, Radevormwald, Burg, Hückeswagen, Wermelskirchen                                                       | August Wilhelm Holthaus                                  | Kaufmann, Ronsdorf                                                            |
| Städte                               | Köln | Jakob Horst                                              | Rentner und Stadtverordneter, Köln                                            |
| Städte                               | Trier | Peter Küchen                                             | Handelsgerichtspräsident und Beigeordneter, Trier                             |
| Städte                               | Düren, Gemünd, Stolberg, Burtscheid, Schleiden                                                                                         | Abraham Lamberts                                         | Kaufmann, Burtscheid, als Stellvertreter                                      |
| Städte                               | Kleve, Wesel, Goch, Gelder, Rheinberg, Moers, Orsoy, Xanten                                                                            | Wilhelm Münster                                          | Hauptmann a. D., Wesel                                                        |
| Städte                               | Bonn, Münstereifel, Euskirchen, Zülpich, Rheinberg                                                                                     | Johann Jacob Noeggerath                                  | Geheimer Bergrat, Bonn                                                        |
| Städte                               | Neuss, Grevenbroich, Wevelinghoven, Gladbach, Viersen, Dahlen, Odenkirche, Rheydt, Uerdingen, Kempen, Süchtelen, Dülken, Kaldenkirchen | Christian Pferdmenges                                    | Fabrikbesitzer und Kommerzienrat, Rheydt, als Stellvertreter                  |
| Städte                               | Düsseldorf | Dr. med. Franz Anton Reinartz                            | Stadtverordneter, Düsseldorf, als Stellvertreter                              |
| Städte                               | Elberfeld | Eduard Ringel                                            | Rentner, Elberfeld                                                            |
| Städte                               | Saarlouis, Saarbrücken, St. Johann, Ottweiler, St, Wendel, Baumholder                                                                  | Ferdinand Schlachter                                     | Beigeordneter, Kommerzienrat und Bankier aus St. Johann                       |
| Städte                               | Ratingen, Kaiserswerth, Angermund mit Gerresheim, Mettmann, Langenberg mit Hardenberg, Wülfrath, Velbert, Kronenberg, Steele, Hilden   | Wilhelm Schüler                                          | Kaufmann, Wülfrath                                                            |
| Städte                               | Kreuznach, Kirn, Sobernheim, St. Goar, Boppard, Oberwinter, Bacharach, Stromberg                                                       | Wilhelm Wachter                                          | Kaufmann, Boppard                                                             |
| Landgemeinden                        | Eupen, Malmédy, Schleiden, Monschau | Jakob Blum                                               | Bürgermeister und Gutsbesitzer, Zingsheim, als Stellvertreter                 |
| Landgemeinden                        | Moers, Krefeld | Julius von Bönninghausen                                 | Gutsbesitzer, Hollandshof                                                     |
| Landgemeinden                        | Gladbach, Neuss, Grevenbroich | Franz Broich                                             | Gutsbesitzer, Grefrath                                                        |
| Landgemeinden                        | Daun, Prüm, Bitburg | Jakob Cremer                                             | Gutsbesitzer, Oberlauch                                                       |
| Landgemeinden                        | Siegburg, Waldbröhl | August Dick                                              | Gutsbesitzer, Quadenhof                                                       |
| Landgemeinden                        | Regierungsbezirk Koblenz | Johann Gemünd                                            | Gutsbesitzer, Niederbreisig                                                   |
| Landgemeinden                        | Land- und Stadtkreis Trier | Franz von Handel                                         | Gutsbesitzer, Kürenz, als Stellvertreter                                      |
| Landgemeinden                        | Regierungsbezirk Koblenz | Gustav Hirschbrunn                                       | Gutsbesitzer und Beigeordneter, Obermendig                                    |
| Landgemeinden                        | Altenkirchen, Wetzlar | Adolph Jagenberg                                         | Gutsbesitzer, Almersbach                                                      |
| Landgemeinden                        | Jüllich, Düren | Jakob Jansen                                             | Gutsbesitzer, Binsfeld                                                        |
| Landgemeinden                        | | Friedrich Adolph Kockerols                               | Gutsbesitzer, Leiffarth                                                       |
| Landgemeinden                        | Bonn, Euskirchen, Rheinbach | Michael Kretz                                            | Gutsbesitzer und Beigeordneter, Mehlem                                        |
| Landgemeinden                        | Regierungsbezirk Düsseldorf | Joseph Kürten                                            | Landwirt, Eller, als Stellvertreter                                           |
| Landgemeinden                        | Regierungsbezirk Düsseldorf | Felix von Loë                                            | Landrat a. D., Hassum                                                         |
| Landgemeinden                        | Regierungsbezirk Düsseldorf | Arnold Maas                                              | Gutsbesitzer, Schwelgern                                                      |
| Landgemeinden                        | Koblenz, St. Goar | Johann Müller                                            | Guts- und Mühlenbesitzer, Güls                                                |
| Landgemeinden                        | Regierungsbezirk Köln | Hugo Mund                                                | Hauptmann a. D. und Gutsbesitzer, Brücken                                     |
| Landgemeinden                        | Regierungsbezirk Aachen | Hermann Joseph Paulssen                                  | Bürgermeister, Laffeld                                                        |
| Landgemeinden                        | Saarburg, Merzig, Saarlouis | Johann Baptist Reusch                                    | Gutsbesitzer, Bürgermeister und Posthalter, Lebach                            |
| Landgemeinden                        | Bernkastel, Wittlich | Ferdinand Richter                                        | Kaufmann und Gutsbesitzer, Mülheim an der Mosel                               |
| Landgemeinden                        | Kreuznach, Simmern, Meisenheim | Nicolaus Rollar                                          | Gutsbesitzer, Sponheim, als Stellvertreter                                    |
| Landgemeinden                        | Geldern, Kempen | Constantin von Ruys                                      | Gutsbesitzer und Bürgermeister, Wankum                                        |
| Landgemeinden                        | Regierungsbezirk Köln | Johann Leopold Schult                                    | Bürgermeister, Glessen                                                        |
| Landgemeinden                        | Regierungsbezirk Koblenz | Dr. Ferdinand Wurzer                                     | Bürgermeister von Niederhammerstein                                           |